# 向井春男 (小惑星)
向井春男（むかいはるお、5286 Haruomukai）は小惑星帯に位置する小惑星である。1989年11月4日に鹿児島市において向井優と武石正憲が共同で発見した。
発見者の一人である向井優の弟の名前に因んで命名された。